# 悼公 (魯)
悼公（とうこう）は、魯の第28代君主。名は寧。哀公の子で、哀公の後を受けて魯国の君主となった。在位31年。魯国の政権は三桓といわれた季孫氏・孟孫氏・叔孫氏が掌握した。